# Старики (Волынская область)
Старики (укр. Старики) — село в Берестечковской городской общине Луцкого района Волынской области Украины.
До 2020 года входило в Гороховский район.
Код КОАТУУ — 0720885405. Население по переписи 2001 года составляет 596 человек. Почтовый индекс — 45764. Телефонный код — 3379. Занимает площадь 7,19 км².